# 北海道道807号円朱別原野茶内線
北海道道807号円朱別原野茶内線（ほっかいどうどう807ごう えんしゅべつげんやちゃないせん）は、北海道厚岸郡浜中町内を結ぶ一般道道である。

## 概要

### 路線データ
- 起点：北海道厚岸郡浜中町西円朱別西（北海道道813号上風連大別線交点）
- 終点：北海道厚岸郡浜中町茶内橋（国道44号・北海道道506号茶内停車場線交点）
- 総距離：12.9 km

## 歴史
- 1973年（昭和48年）3月31日 - 路線認定[1]。

## 地理

### 通過する自治体
- 釧路総合振興局
  - 厚岸郡浜中町

### 主な接続道路
浜中町
- 北海道道813号上風連大別線 - 西円朱別西（重複）
- 国道44号 - 茶内橋（終点）
- 北海道道506号茶内停車場線 - 茶内橋（終点）